# Lethariella mieheana
Lethariella mieheana är en lavart som beskrevs av Obermayer. Lethariella mieheana ingår i släktet Lethariella och familjen Parmeliaceae.   Inga underarter finns listade i Catalogue of Life.